# Esperantologio / Esperanto Studies
 (juillet 2025).
Si vous disposez d'ouvrages ou d'articles de référence ou si vous connaissez des sites web de qualité traitant du thème abordé ici, merci de compléter l'article en donnant les références utiles à sa vérifiabilité et en les liant à la section « Notes et références ».
Esperantología / Esperanto Studies (EES) est une revue interdisciplinaire sur tous les phénomènes liés à l'espéranto et à l'interlinguistique en général. La revue est fondée en 1949 par Paul Neergaard sous le nom d'Esperantologia et paraît de manière plus ou moins régulière jusqu'en 1961. En 1999, la revue est relancée sous le nom d'Esperantologia / Esperanto Studies par Christer Kiselman, sous la direction de laquelle un total de huit cahiers sont parus jusqu'en 2018. En 2019, son éditeur devient le Centre de recherche et de documentation sur les problèmes linguistiques mondiaux (eo) (CED).
Elle publie des contributions basées sur des études originales sur les aspects linguistiques, historiques, littéraires, psychologiques, sociologiques et politiques de l'espéranto. En plus des articles de recherche et des critiques de livres, EES publie également des contributions sélectionnées présentées lors des conférences d'espérantologie. EES publie des contributions en espéranto et en anglais.

## Présentation
EES publie des contributions en espéranto et en anglais, mais est en principe également ouvert aux contributions dans d'autres langues - en ce sens, il encourage particulièrement la critique de livres dans d'autres langues.
Le magazine est publié sous deux formes de contenu identiques : imprimé sur papier et accessible en ligne. La version papier - numéros 3 à 8 - a été publiée par la maison d'édition Kava-Pech (Dobřichovice, Tchéquie). Depuis le numéro 9, EES est publié par la maison d'édition Mondial (New York, États-Unis). Entre 1999 et 2018, EES a été édité par Christer Kiselman et mis à disposition en ligne sur un site web hébergé par l'Université d'Uppsala. Depuis 2019, la collection complète d'EES est disponible sur le site Internet de DEC, qui est présentement en attente de publication.
Onze numéros ont paru : 1/1999 (premier parution papier aux éditions Bambu, Bulgarie), 2/2001, 3/2005 (premier parution papier à Kava-Pech, Tchéquie), 4/2009, 5/ 2011, 6/2013, 7/2015, 8/2018, 9/2020 (premier paru dans le journal Mondial Publishing, États-Unis), 10/2021 et 11/2022.
Depuis 2019, date à laquelle DEC a repris la rédaction d'EES, le magazine a commencé à paraître régulièrement, à raison d'un numéro par an.

## Rédaction
Les directeurs de la publication sont en 2023 Guilherme Fians et Klaus Schubert. Ils coordonnent la publication, la révision et l'évaluation des contributions :
- Guilherme Fians (eo), université de St Andrews, Écosse
- Klaus Schubert (eo), université de Hildesheim, Allemagne

La revue compte sur un conseil éditorial composée des experts suivants :
- Probal Dasgupta, Institut indien de statistiques, Calcutta, Inde
- Sabine Fiedler (eo), université de Leipzig, Allemagne
- Christopher Gledhill (eo), université Paris-Cité, France
- Gotoo Hitosi (eo), université du Tōhoku, Sendai, Japon
- Gotoo Hitosi (eo), université du Tōhoku, Sendai, Japon
- Ilona Koutny, université Adam-Mickiewicz de Poznań, Pologne
- Erich-Dieter Krause (eo), université de Leipzig, Allemagne
- Sergej Kuznetsov (eo), université d'État de Moscou, Russie
- Haitao Liu (eo), université du Zhejiang, Chine
- Kaori Nagai, université du Kent, Angleterre
- Marc van Oostendorp (eo), Institut Meertens (nl), Pays-Bas
- Humphrey Tonkin, université de Hartford, États-Unis

Conseiller éditorial :
- Christer Kiselman, université d'Uppsala, Suède